# 얀 묄뷔
얀 묄뷔(덴마크어: Jan Mølby, 1963년 7월 4일 ~ )는 덴마크의 전 축구 선수이자 축구 감독이며, 포지션은 미드필더이다.
1992년 덴마크의 콜링 IF에서 데뷔했으며, 이후 1982년 네덜란드 에레디비시의 AFC 아약스로 이적하였다. 이적 이후에는 주전을 차지해 좋은 활약을 보였으며, 팀의 1982-83 시즌 리그 우승과 KNVB컵 우승 등에 공헌하였다. 그 뒤 1984년 잉글랜드 풋볼 리그 1부의 리버풀 FC에 입단했으며, 주전과 후보를 오가며 팀의 리그 2회 우승(1985-86 시즌, 1989-90 시즌) 및 FA컵 2회 우승(1985-86 시즌, 1991-92 시즌), FA 커뮤니티 실드 3회 우승(1986년, 1988년, 1989년)에 기여하였다. 이후 1995년 반즐리 FC 및 노리치 시티 FC 등으로 임대를 떠났으며, 1996년 선수겸 감독 자격으로 스완지 시티 AFC로 팀을 옮긴 뒤 1998년 선수 은퇴를 선언하였다.
또한 1982년 덴마크 축구 국가대표팀에 정식으로 데뷔한 뒤, 1990년까지 총 33경기에 출전해 2골을 넣었다. 그리고 UEFA 유로 1984와 1986년 FIFA 월드컵 등 각종 대회에 참가했으며, 국가대표팀에서 프랑크 아르네센, 옌스 예른 베르텔센 등과 호흡을 맞추었다.
그리고 1996년 선수겸 감독 역할로 스완지 시티 AFC의 감독으로 합류하였으나, 1997년 성적 부진으로 경질되었으며, 이후 1999년 내셔널리그의 키더민스터 해리어스 FC의 감독을 맡아 1999-00 시즌 팀의 리그 우승을 이끌었다. 그 뒤 2002년 풋볼 리그 3부의 헐 시티 AFC의 감독에 취임하였으나 선수단과의 불화로 어려움을 겪었고, 2003년 다시 키더민스터 해리어스 FC의 지휘봉을 잡았으나 2004년 성적 부진으로 사임하였다.
이후 2007년부터 포커 선수로 활동하며 2012년 유럽 포커 투어 등에 출전했으며, 2009년 리버풀의 시장에 의해 '명예 리버풀 시민'에 위촉되기도 했다.